# Ronald Gram
Ronald Gram (31 maart 1974) is een Nederlandse atleet, die gespecialiseerd is in het kogelslingeren. Hij werd achtmaal Nederlands kampioen en had zestien jaar lang het Nederlandse record in handen in deze discipline, totdat Denzel Comenentia hem in maart 2018 overtrof.

## Loopbaan
Gram begon op vijftienjarige leeftijd met atletiek. Zijn eerste succes behaalde hij in 1995 door Nederlands kampioen te worden bij het kogelslingeren. Op 10 juni 2002 verbeterde hij in Nijmegen het Nederlands record in deze discipline. In 2004 won hij met overmacht het kogelslingeren bij de Arena Games. Hij slingerde de kogel naar 68,06 m en kwam hiermee 28 cm tekort voor een baanrecord. In 2005 werd hij vijfde op de Europacup B wedstrijd in Leiria.
In 2008 won Ronald Gram voor de achtste maal de nationale titel in het Olympisch Stadion van Amsterdam. Hij slingerde de kogel naar zijn beste afstand van het jaar: 67,91. Om voor olympische uitzending in aanmerking te komen, had hij de voor dit onderdeel gestelde olympische limiet van 78,50 moeten realiseren, bijna 7 meter verder dan zijn uit 2002 stammende nationale record.
Eerder dit jaar won Gram dit onderdeel bij de 37e Asics Gouden Spike door met 66,85 de nummers twee Andreas Sahner (66,11) en drie Vincent Onos (64,33) te verslaan.
Ronald Gram is aangesloten bij A.V. Sprint te Breda, waar hij naast atleet tevens trainer is.

## Privé
Gram studeerde technische bedrijfskunde. Hij is getrouwd, heeft drie kinderen en woont in Chaam.

## Nederlandse kampioenschappen
| Onderdeel      | Jaar                                           |
| -------------- | ---------------------------------------------- |
| kogelslingeren | 1995, 1998, 2002, 2003, 2004, 2005, 2007, 2008 |

## Persoonlijk record
| Onderdeel      | Prestatie     | Datum        | Plaats   |
| -------------- | ------------- | ------------ | -------- |
| kogelslingeren | 71,77 (ex-NR) | 10 juli 2002 | Nijmegen |

## Prestaties

### kogelslingeren
- 1995:  NK - 62,48 m
- 1998:  NK - 68,02 m
- 1999:  NK - 66,78 m
- 2000:  NK - 65,37 m
- 2001:  NK - 66,54 m
- 2002:  NK - 68,57 m
- 2002: 6e Europacup B - 67,80 m
- 2003:  NK - 68,24 m
- 2003: 9e FBK Games - 67,93 m
- 2004:  NK - 64,53 m
- 2004:  Arena Games - 68,06 m
- 2004: 8e Europacup - 67,12 m
- 2005:  NK - 65,63 m
- 2005: 5e Europacup B - 66,66 m
- 2006:  NK - 59,30 m
- 2007:  NK - 63,18 m
- 2007:  Gouden Spike - 66,85 m
- 2008:  NK - 67,91 m
- 2009:  NK - 61,98 m